# Herichthys carpintis
Herichthys carpintis es una especie de peces de la familia Cichlidae en el orden de los Perciformes.

## Morfología
Los machos pueden llegar alcanzar los 17 cm de longitud total.

## Hábitat
Vive en zonas de clima tropical  entre 23 °C-33 °C de temperatura.

## Distribución geográfica
Se encuentran en América:  cuenca del río Pánuco (México ).